# Schertz
Schertz – miasto w Stanach Zjednoczonych, w stanie Teksas, w hrabstwach Bexar, Guadalupe i Comal.

## Demografia
Według przeprowadzonego przez United States Census Bureau spisu powszechnego w 2010 miasto liczyło 31 465 mieszkańców, co oznacza wzrost o 68,3% w porównaniu do roku 2000. Natomiast skład etniczny w mieście wyglądał następująco: Biali 78,8%, Afroamerykanie 8,6%, Azjaci 2,3%, pozostali 10,3%. Kobiety stanowiły 51,7% populacji.